# Diores delicatulus
Diores delicatulus är en spindelart som beskrevs av Lawrence 1936. Diores delicatulus ingår i släktet Diores och familjen Zodariidae. Inga underarter finns listade i Catalogue of Life.